# Ommatocepheus clavatus
Ommatocepheus clavatus is een mijtensoort uit de familie van de Cepheidae. De wetenschappelijke naam van de soort is voor het eerst geldig gepubliceerd in 1913 door Woolley & Higgins.